# Klub Dantego
Klub Dantego (ang. The Dante Club) – powieść kryminalna, której autorem jest Matthew Pearl. Wydana w 38 krajach, stała się bestsellerem docenionym przez m.in.The New York Times, The Boston Globe i The Washington Post.

## Opis fabuły
Powieść rozgrywa się w Bostonie w 1865 r. W mieście popełniono kilka wyjątkowo brutalnych morderstw. Rozwiązać zagadkę mogą tylko członkowie elitarnego Klubu Dantego, gdyż zabójca swoje mroczne pomysły czerpie z Boskiej komedii Dantego Alighieri. Postanawiają oni prowadzić własne śledztwo.